# The Olden Domain
The Olden Domain — второй студийный альбом норвежской группы Borknagar, вышедший в 1997 году.
The Olden Domain первый альбом, выпущенный на лейбле Century Media Records, и первый альбом с текстами на английском языке. По сравнению с дебютным альбомом стиль Borknagar претерпел значительные изменения: группа отошла от блэк-метала в сторону викинг-метала с элементами блэка и прогрессива.
The Older Domain стал последним альбомом, на котором пел Кристофер «Гарм» Рюгг (в буклете он фигурирует под псевдонимом Fiery G. Maelstrom).

## Список композиций
1. «The Eye of Oden» — 6:01
2. «The Winterway» — 7:52
3. «Om Hundredeaar er Alting Glemt» — 4:12
4. «A Tale of Pagan Tongue» — 6:13
5. «To Mount and Rove» — 4:56
6. «Grimland Domain» — 6:19
7. «Ascension of Our Fathers» — 3:54
8. «The Dawn of the End» — 5:06

## Участники записи
- Кристофер «Гарм» Рюгг — вокал
- Эйстейн Брюн — гитары
- Ивар Бьорнсон — клавишные
- Эрик «Грим» Брёрешифт — ударные
- Кай К. Лие — бас-гитара